# Silent Treatment
Silent Treatment è il dodicesimo album di Long John Baldry, pubblicato nel 1986.